# Livadiapalatset

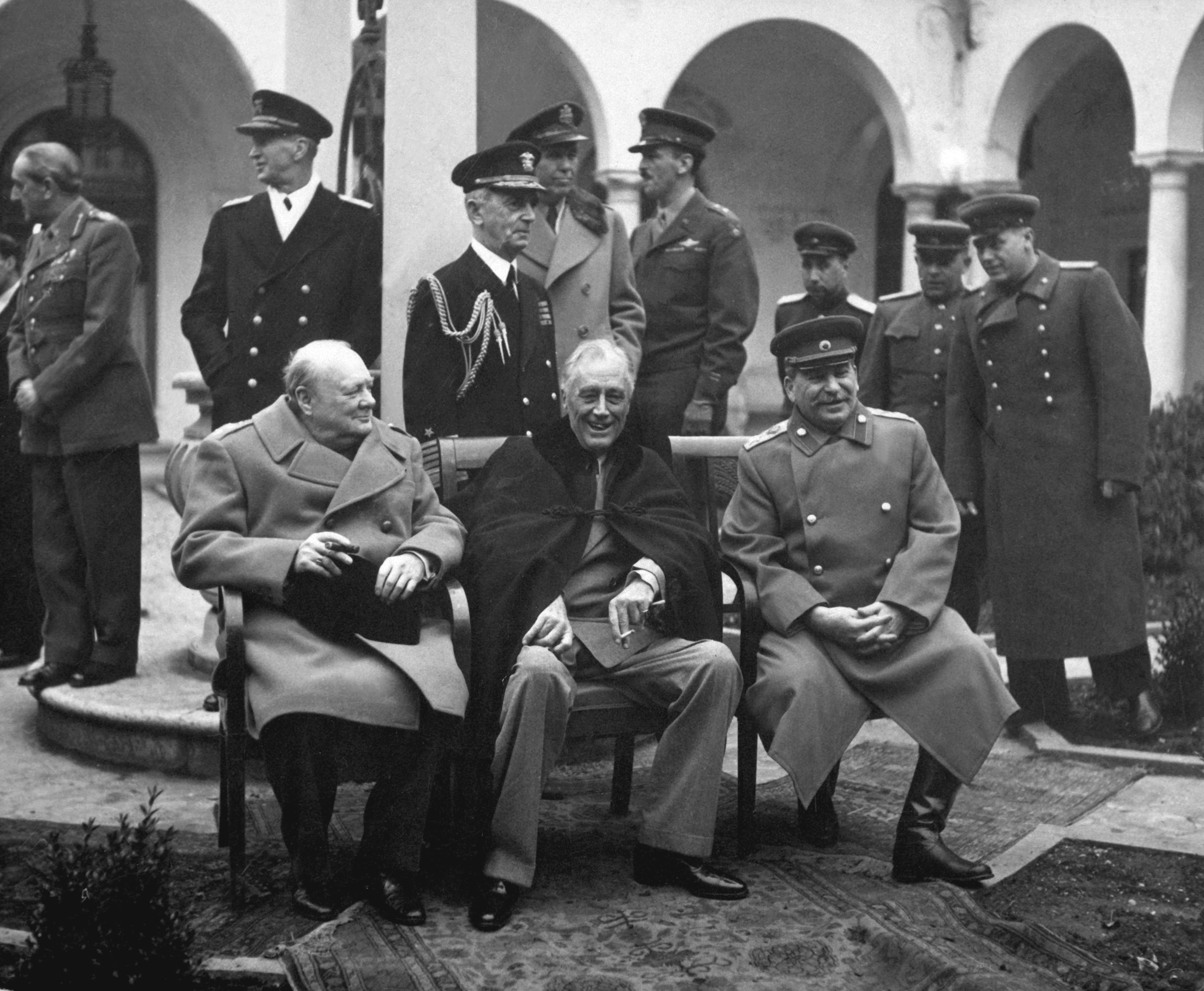
Huvuddeltagarna vid Jaltakonferensen 1945.: Storbritanniens premiärminister Winston Churchill, USA:s president Franklin Roosevelt och Sovjetunionens ledare Josef Stalin.

Livadiapalatset (ryska: Ливадийский дворец, ukrainska: Лівадійський палац) är ett palats utanför Jalta på Krim. Det var den siste ryske tsaren Nikolaj II:s sommarslott. 
Det är även känt som den plats där Jaltakonferensen hölls 1945. Flera andra toppmöten har hållits på platsen därefter. Numera är det ett museum.

## Historik
Det ursprungliga Livadiapalatset byggdes av en polsk adelsman ur familjen Potocki år 1835. Ett andra palats av trä uppfördes av tsaren 1862-1866, och användes sedan som sommar- och jaktslott av de ryska tsarerna. Tsar Alexander III avled på slottet 1894. 
Det nuvarande palatset uppfördes mellan 1910 och 1911. Det var en av den sista tsarfamiljens favorithem, där de ofta tillbringade sina somrar. 
Efter den ryska revolutionen 1917 bad den avsatte tsaren den provisoriska regeringen om att få bosätta sig här efter abdikationen. Kejsaren mor, Maria Fjodorovna, flydde hit efter februarirevolutionen 1917 och evakuerades med hjälp av ett örlogsfartyg från Storbritanniens flotta då hennes systerson var kung Georg V. 
Palatset var ett sanatorium mellan 1931 och 1941. Mellan 1941 och 1944 var palatset ockuperat av tyskarna. År 1974 invigdes ett museum i byggnaden.